# GAU-8 Avenger
GAU-8/A Avenger fabricat de General Electric este un tun tip Gatling cu șapte țevi, montat pe avionul american A-10 Thunderbolt II, proiectat pentru luptă antitanc.
Având o greutate de 280 kg, cu întreg sistemul de tragere de 1.828 kg și o lungime totală de 5.931 m, acest sistem constituie 16% din masa totală a avionului A-10 Thunderbolt II. Are o capacitate de 1.174 lovituri incendiare, capabile să străpungă blindajul unui tanc, cu o viteză la gura țevii de 990 m/s, o viteză aproape la fel de mare ca în cazul tunului M61 Vulcan de 20mm, mult mai ușoare. 
Proiectile
- PGU-14/B - perforant incendiar, de 425 g
- PGU-13/B - exploziv incendiar, de 360 g

Proiectilele au corp din aluminiu ușor în jurul unui miez de uraniu sărăcit (foarte dur, capabil ca la o viteză cinetică mare să penetreze blindajul tancurilor sau al vehiculelor blindate)

## Prezentare generală

### Istoric
GAU-8 a fost creat în cadrul programului de proiectare a programului A-X (Attack Experimental), care a dat naștere apoi avionului A-10 Thunderbolt
II.
Specificațiile pentru tun au fost stabilite în 1970, firmele General Electric și Philco-Ford prezentându-și fiecare proiectul său.
Ambele prototipuri, Fairchild YA-10 și Northrop YA-9 au fost proiectate în jurul tunului, astfel încât să-l încorporeze pe acesta, tunul nefiind încă gata la primul concurs de proiecte, folosindu-se temporar un tun M61 Vulcan. Odată finalizat, tunul GAU-8 este 16% din masa totală a avionului  A-10 Thunderbolt II.

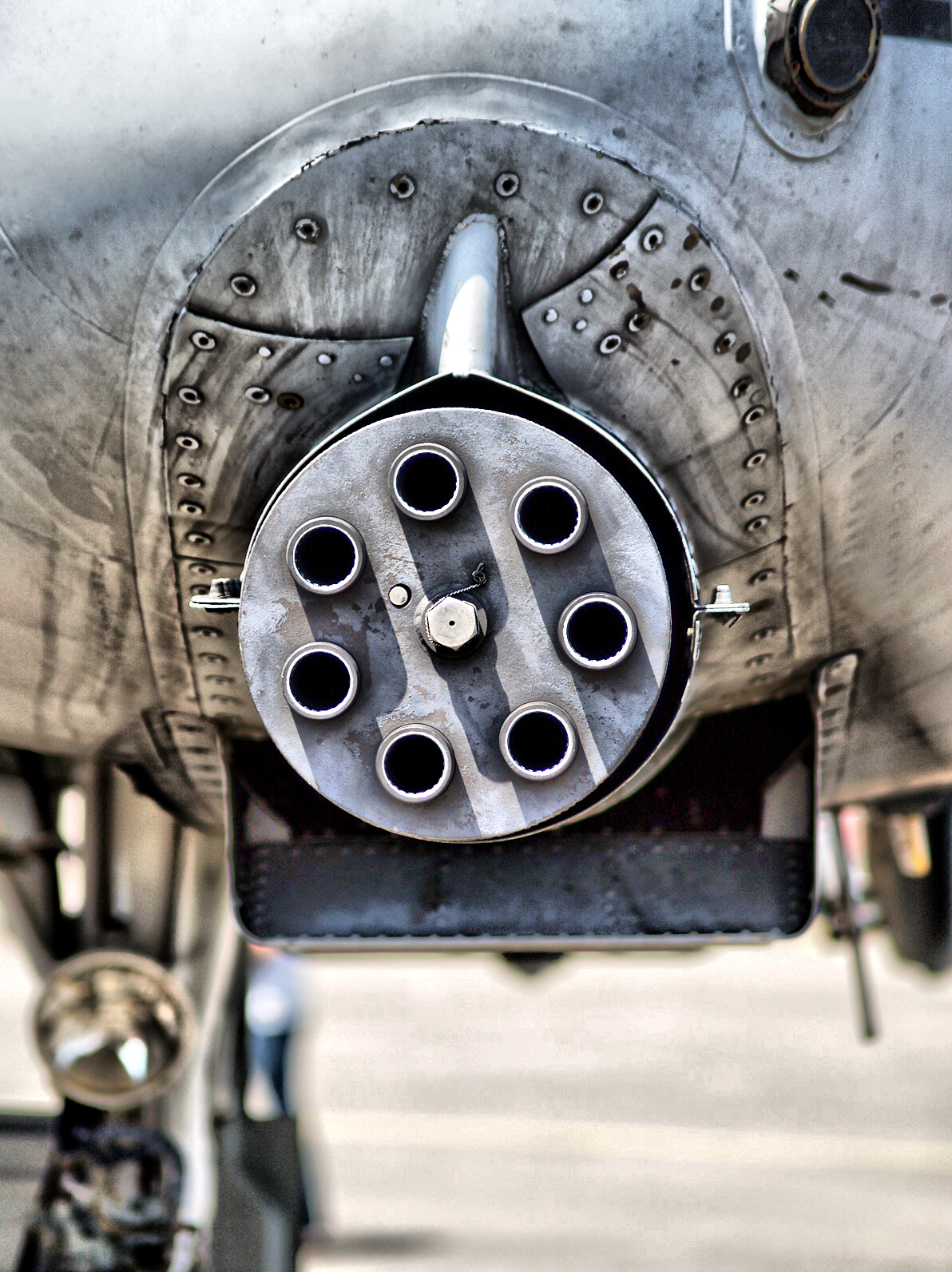
Plasarea tunului în botul avionului

Tunul similar rusesc Griazev-Șipunov GSh-6-30 este similar, cu o cadență mai mare, greutate mai mică, dar viteza loviturii la gura țevii este mai mică și se supraîncălzește mai repede. 